# Korno
Korno je malá obec ve středních Čechách v okrese Beroun, sedm kilometrů jihovýchodně od okresního města. Rozkládá se na jižním svahu nevýrazného návrší v nadmořské výšce 345–375 metrů (střed 350 metrů). Rozloha katastrálního území je 5,18 km² a žije zde 124 obyvatel. Korno spadá do obvodu pošty v Litni, PSČ 267 27.

## Historie
Nejstarší zmínka o jistém Předvojovi z Korna („Prziedwoy de Korna“) se datuje kolem roku 1360. V horní části obce stávala pravděpodobně již od 14. století tvrz, poprvé výslovně zmíněná roku 1540 již jako pustá. Tvrziště, jehož poslední zbytky zmizely při výstavbě rodinných domů po roce 1980, archeologicky zkoumal Václav Krolmus v padesátých letech 19. století. Jinak je však Korno velmi zachovalou a malebně působící vsí, mající status vesnické památkové zóny. V horní části návsi stojí novorománská kaple z 19. století.

### Územněsprávní začlenění
Dějiny územněsprávního začleňování zahrnují období od roku 1850 do současnosti. V chronologickém přehledu je uvedena územně administrativní příslušnost obce v roce, kdy ke změně došlo:
- 1850 země česká, kraj Praha, politický okres Smíchov, soudní okres Beroun[4]
- 1855 země česká, kraj Praha, soudní okres Beroun
- 1868 země česká, politický okres Hořovice, soudní okres Beroun
- 1936 země česká, politický i soudní okres Beroun[5]
- 1939 země česká, Oberlandrat Kolín, politický i soudní okres Beroun[6]
- 1942 země česká, Oberlandrat Praha, politický i soudní okres Beroun[7]
- 1945 země česká, správní i soudní okres Beroun[8]
- 1949 Pražský kraj, okres Beroun[9]
- 1960 Středočeský kraj, okres Beroun
- 2003 Středočeský kraj, obec s rozšířenou působností Beroun

## Přírodní poměry

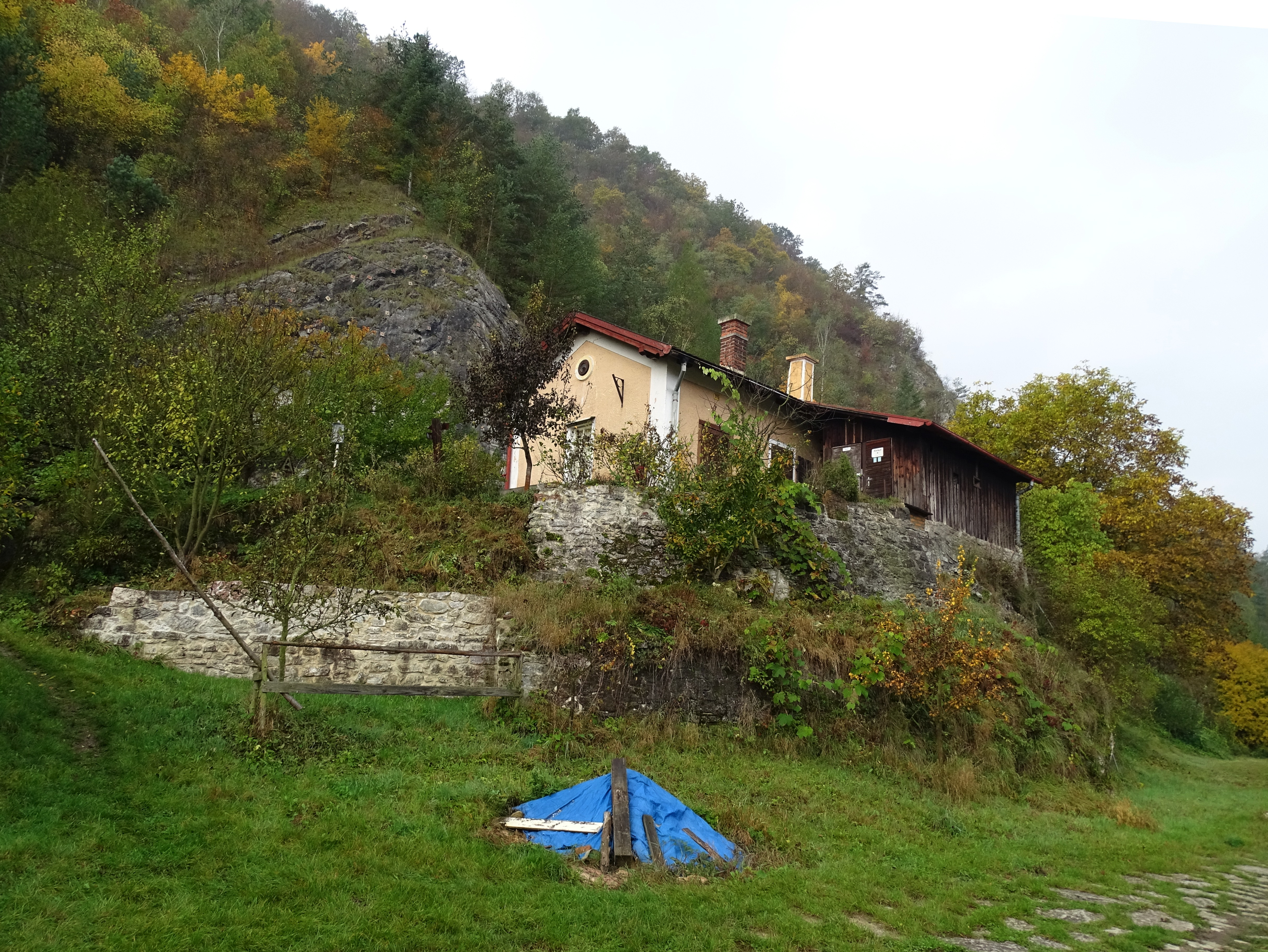
Strážní domek u železniční tratě z Prahy do Berouna

V okolí Korna, zejména nad řekou Berounkou (jeden kilometr severovýchodně), se vyskytují četné krasové útvary, mj. 40 metrů hluboká propast s jezírkem na dně v takzvaném Tomáškově lomu. Na vrchu Střevíc (385 metrů) severovýchodně od obce byly zjištěny pozůstatky dosud nezkoumaného Hradiště Na Brdláku, podle některých náznaků snad z doby halštatské. Do severozápadní části katastrálního území v oblasti Císařské rokle zasahuje malá část národní přírodní rezervace Koda.

## Doprava
Dopravní síť
- Pozemní komunikace – Do obce vede silnice III. třídy.
- Železnice – Železniční trať ani stanice na území obce nejsou.

Veřejná doprava 2011
- Autobusová doprava – V obci měla zastávku autobusová linka Králův Dvůr-Tetín-Liteň (v pracovní dny 5 spojů) (dopravce PROBO BUS). O víkendu byla obec bez dopravní obsluhy.

## Pamětihodnosti
- Kaplička
- Kaplička zapsaná v Ústředním seznamu kulturních památek České republiky pod číslem ÚSKP 45026/2-331.[10] Od roku 2013 je žluté stezky Naučné stezky Liteň.[11]
- Hradiště Na Brdláku
- Zemědělský dvůr čp. 20